# Deinonychosauria
Deinonychosauria ("ještěři s hrozivým drápem") je klad (vývojová větev) masožravých teropodních dinosaurů, blízce příbuzných dnešním ptákům.

## Popis
Žili v období střední jury až svrchní křídy na většině světových kontinentů a byli zřejmě vesměs opeření. Charakteristickým znakem této skupiny byl zvětšený srpovitý dráp na druhém prstu zadních končetin, který ale sloužil spíše jen k přidržování kořisti, nikoliv k jejímu sápání. Tito dinosauři měli také relativně největší mozky ze všech známých neptačích dinosaurů. Někteří ještě před vznikem ptáků vyvinuli schopnost letu, nikoliv ale plně aktivního.
Charakteristikou těchto teropodů je poměrně velký mozek a s ním související relativně vysoká inteligence. Spekuluje se dokonce o možnosti, že někteří z těchto dinosaurů mohli být schopni používat jednoduché nástroje (v podobě větví, kamenů apod.).
Mikrostruktura fosilních vajec druhohorních maniraptorů je zkoumána teprve v posledních letech. V případě východoasijského ootaxonu Protoceratopsidovum se jedná s největší pravděpodobností o vajíčka neznámého druhu deinonychosaurního teropoda.

## Systematika
Podle nových analýz patří do této skupiny tři čeledi - Archaeopterygidae (včetně známého rodu Archaeopteryx), Dromaeosauridae a Troodontidae.

## Rozměry
Největším zástupcem byl nejspíše severoamerický dromeosaurid Utahraptor (délka až kolem 7 metrů) nebo Dakotaraptor s délkou asi 5,5 metru, za nejmenšího bývá považován čínský archeopterygid či troodontid Anchiornis o délce pouhých 34 cm, který však možná není přímým zástupcem skupiny Deinonychosauria.

## Rozšíření
Zástupci této skupiny obývali většinu křídových kontinentů, jejich fosilie byly objeveny dokonce i na území Antarktidy. V Číně byly objeveny celé série paralelně uložených fosilních stop deinonychosaurů z období rané křídy. Miniaturní, jen 1 cm dlouhé fosilní stopy těchto malých opeřených dinosaurů byly objeveny ve spodnokřídových (asi 110 milionů let starých) geologických vrstvách v Jižní Koreji.
Objevy ichnofosilií (zkamenělých otisků stop) deinonychosaurů dokládají, že také na území Severní Ameriky byli tito teropodi v období pozdní křídy podstatně více početní a rozšíření, než co nám o nich vypovídají pouze objevy kosterních fosilií.

## Klasifikace
- Klad Maniraptora
  - Klad Paraves/Eumaniraptora
    - Rod Pedopenna
    - Infrařád Deinonychosauria
      - Čeleď Dromaeosauridae
      - Čeleď Troodontidae